# Hubert Knickerbocker

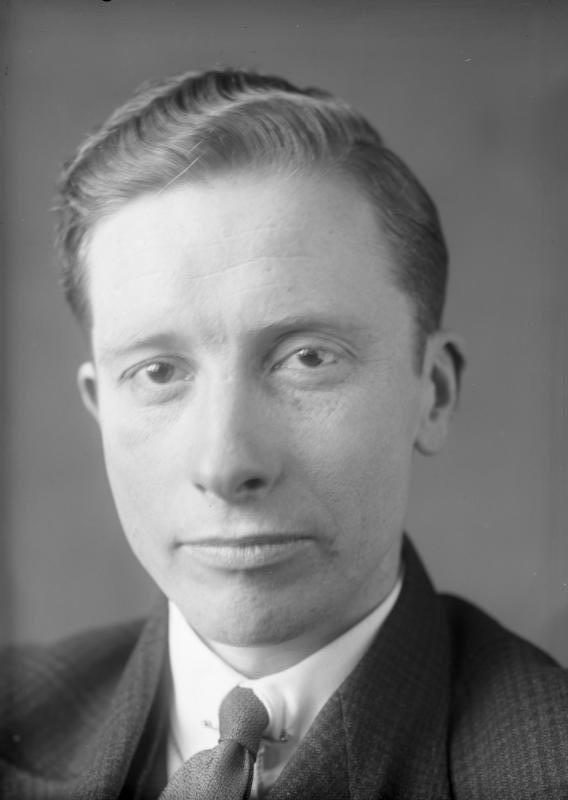
Hubert Knickerbocker

Hubert Renfro Knickerbocker, född den 31 januari 1898 i Yoakum, Texas, död den 12 juli 1949 vid Bombay, Indien, var en amerikansk journalist och författare.

## Biografi
Knickerbocker utexaminerades från Southwestern University i Texas, sedan studerade han psykiatri vid Columbia University 1919–1920 innan han började en karriär som journalist och därefter vunnit Pulitzerpriset.
Knickerbocker studerade 1923–1924 i München, Wien och Berlin. Han var engagerad för rapportering om tysk politik före och under andra världskriget. Från 1923 – 25 och 1928 - 33 rapporterade han från Berlin, samt 1925 – 27 från Moskva, men på grund av sitt motstånd mot Hitler deporterades han när denne kom till makten. År 1931, som korrespondent för New York Evening Post och Philadelphia Public Ledger, vann han Pulitzerpriset för "en serie artiklar om det praktiska genomförandet av femårsplanen i Ryssland".
Knickerbocker var 1933–1941 flygande reporter för International News Service, var 1941–1945 chef för inrikesavdelningen vid Chicago Sun och officiell representant vid den amerikanska armén i Nordafrika 1942–1943. Han hade även följt striderna under Andra italiensk-abessinska kriget 1935–1936, Spanska inbördeskriget 1936–1937, Andra kinesisk-japanska kriget 1937, striderna i Frankrike 1939–1940, striderna i Stilla havet 1942, Allierade invasionen av Sicilien 1943, Landstigningen i Normandie 1944 och striderna i främre orienten 1946.
Han var en mycket känd reporter under mellankrigstiden och under andra världskriget följde han de amerikanska trupperna, bl. a. i Nordafrika. År 1941, efter den tyska invasionen av Sovjetunionen, men innan det amerikanska inträdet i andra världskriget, förutspådde Knickerbocker exakt resultatet av kriget i Europa.
Efter andra världskriget började Knickerbocker arbeta för radiostationen WOR, i Newark, New Jersey. Han var på uppdrag med ett team av journalister genom Sydostasien när de alla dödades i en flygkrasch i närheten av Bombay, Indien, den 12 juli 1949.